# Masataka Mikami

a Compétitions nationales et continentales officielles uniquement.

b Matchs officiels uniquement.
Dernière mise à jour le 04 août 2022.
Masataka Mikami (三上正貴, Mikami Masataka), né le 4 juin 1988 à Aomori (Japon), est un joueur de rugby à XV international japonais évoluant au poste de pilier. Il évolue avec les Toshiba Brave Lupus Tokyo en League One depuis 2011. Il mesure 1,78 m pour 115 kg.

## Carrière

### En club
Masataka Mikami a commencé par évoluer avec l'équipe de rugby de son lycée technique préfectoral d'Aomori.
Il évolue ensuite dans le championnat japonais universitaire avec son club de Tōkai University entre 2007 et 2011. Avec cette équipe, il est finaliste de la compétition en 2010.
Il a ensuite fait ses débuts professionnels en 2011 avec le club des Toshiba Brave Lupus situé à Fuchū et qui évolue en Top League,. Avec ce club, il est finaliste de la Top League deux fois (2013 et 2016).
Il rejoint en 2016 la nouvelle franchise japonaise de Super Rugby : les Sunwolves. Il est titulaire lors de la première victoire de l'histoire de l'équipe, en avril 2016 face aux Jaguares. Il joue régulièrement avec cette équipe pendant deux saisons, puis il est absent pour la saison 2018, avant de faire son retour pour une dernière saison en 2019,.
En mai 2022, il joue son centième match avec les Brave Lupus.

### En équipe nationale
Masataka Mikami représente la sélection scolaire japonaise en 2006, évoluant au côté de Michael Leitch.
Il joue par la suite avec la sélection japonaise des moins de 19 ans en 2007, puis celle des moins de 20 ans en 2008,.
Il obtient sa première cape internationale avec l'équipe du Japon le 20 avril 2013 à l'occasion d'un match contre l'équipe des Philippines à Fukuoka,.
Il fait partie du groupe japonais choisi par Eddie Jones pour participer à la Coupe du monde 2015 en Angleterre,. Il dispute trois matchs, contre l'Afrique du Sud, l'Écosse et les États-Unis. Il participe ainsi à la victoire historique de son équipe face aux sud-africains à Brighton.
Après le mondial, Mikami n'est sélectionné que trois fois par le nouveau sélectionneur Jamie Joseph, et connaît sa dernière sélection en novembre 2018 contre la Russie.

## Palmarès

### En club
- Finaliste de la Top League en 2013 et 2016.
- Finaliste du All Japan Championship en 2016.

### En équipe nationale
- Vainqueur du championnat d'Asie en 2013, 2014 et 2015.
- Participation à la Coupe du monde en 2015 (3 matchs).

## Statistiques internationales
- 35 sélections avec le Japon entre 2013 et 2018.
- 5 points (1 essai).